# Филатов, Александр Павлович
Александр Павлович Филатов (24 июня 1922, с. Корнилово современного Каменского района Алтайского края, РСФСР, — 15 мая 2016, Новосибирск, Россия) — советский партийный деятель, первый секретарь Новосибирского обкома КПСС (1978—1988). Почётный гражданин Новосибирска.

## Биография
Родился в семье крестьян, переселившихся из Тамбовской губернии. В 1929 году семья переехала в посёлок Новосибирский Каменского района, в 1938 году — в город Камень.
С ранних лет проявил себя в общественной деятельности:
- в 10 лет его избирают председателем детского колхоза «Сталинец», который был самостоятельно придуман и организован им вместе с друзьями-сверстниками,
- в 1937 г. фактически становится помощником депутата Верховного Совета СССР Лукерьи Павловны Бастылёвой (жены старшего брата), ведя переписку и участвуя в работе с избирателями,
- в 1938 г. вступает в комсомол и тут же избирается членом школьного комитета комсомола,
- в 9-10-х классах школы возглавляет «Союз воинствующих безбожников», организуя атеистические мероприятия.

В 1940 году поступил в Новосибирский институт военных инженеров транспорта (НИВИТ).
С началом Великой Отечественной войны учёба была прервана, с осени 1941 до марта 1942 года участвовал в выпуске артиллерийских снарядов для фронта. После возобновления занятий в 1947 году защитил дипломный проект, тема: «Линейно-путевые здания в условиях тундры». В 1958 году заочно окончил Высшую партийную школу при ЦК КПСС.
Работал в тресте «Сибстройпуть» заместителем прораба стройки на станции Инская Первомайского района Новосибирска.
Член ВКП(б) с 1947 года.
- 1948—1949 гг. — инструктор Первомайского районного комитета ВКП(б) (Новосибирск),
- 1949—1950 гг. — заместитель начальника по политической части Инской дистанции пути Томской железной дороги, одновременно редактор газеты «Сталинец»,
- 1950—1951 гг. — секретарь бюро парторганизации паровозного депо станции Инская,
- 1951—1953 гг. — второй секретарь Первомайского районного комитета ВКП(б),
- 1953—1955 гг. — начальник политотдела Инского отделения ж/д, заместитель начальника политотдела Томской ж/д,
- 1955—1960 гг. — первый секретарь Кагановичского (Железнодорожного) районного комитета КПСС (Новосибирск),
- 1960—1961 гг. — заведующий отделом науки и школ Новосибирского областного комитета КПСС,
- 1961—1963 гг. — секретарь по идеологии Новосибирского городского комитета КПСС,
- 1966—1973 гг. — первый секретарь Новосибирского городского комитета КПСС,
- 1973—1978 гг. — второй секретарь Новосибирского областного КПСС,
- 1978—1988 гг. — первый секретарь Новосибирского областного комитета КПСС.

Избирался депутатом XXIV—XXVII съездов КПСС, член ЦК КПСС (1981—1989), кандидат в члены ЦК КПСС (1971—1981).
Участие в работе Советов депутатов:
- впервые избран в Новосибирский городской Совет депутатов трудящихся в 1952 году, затем избирался депутатом 20 лет и 10 лет — членом горисполкома
- впервые избран в Новосибирский областной Совет депутатов трудящихся в 1958 году, затем избирался депутатом 30 лет и 10 лет — членом облисполкома
- избирался депутатом Верховного Совета РСФСР в 1967, 1971, 1975 годах (7, 8, 9 созывы)
- избирался депутатом Верховного Совета СССР в 1979 и 1984 годах (10 и 11 созыв)

Инициатор и организатор обустройства Новосибирска — засыпки оврагов, начала реализации ранее утвержденного проекта строительства метро, создания Новосибирского зоопарка.
В 1988 году по личной просьбе и по состоянию здоровья был освобождён от должности первого секретаря Новосибирского областного комитета КПСС в связи с уходом на пенсию; в 1989 г. по личному заявлению выведен из состава ЦК КПСС.
На пенсии состоял членом консультативного совета Новосибирского областного комитета КПРФ. Автор книги воспоминаний «Жили-прожили мы не зря».
Похоронен на Заельцовском кладбище в Новосибирске.

## Семья
- жена — Зинаида Денисовна Филатова (1925—2008)[1].

## Признание
- Два ордена Ленина
- Орден Октябрьской Революции
- Два ордена Трудового Красного Знамени
- Два ордена «Знак Почёта»
- Звание «Почетный житель города Новосибирска» (2003)[2].
- Знак отличия «За заслуги перед Новосибирской областью» (2003)
- Памятный знак «За труд на благо города» (Новосибирск, 2013)[3]